# Bagou, Qinghai
Bagou (kinesiska: 巴沟) är en socken i Kina. Den ligger i provinsen Qinghai, i den nordvästra delen av landet, omkring 190 kilometer sydväst om provinshuvudstaden Xining. Antalet invånare är 8 140. Befolkningen består av 4 029 kvinnor och 4 111 män. Barn under 15 år utgör 23,0 %, vuxna 15-64 år 71 %, och äldre över 65 år 5,0 %.
Runt Bagou är det glesbefolkat, med 11 invånare per kvadratkilometer. Det finns inga andra samhällen i närheten. Trakten runt Bagou består i huvudsak av gräsmarker.
Genomsnittlig årsnederbörd är 611 millimeter. Den regnigaste månaden är juli, med i genomsnitt 151 mm nederbörd, och den torraste är december, med 2 mm nederbörd.